# خوسيه أنطونيو زاباتا
خوسيه أنطونيو زاباتا (بالإسبانية: José Antonio Zapata)‏ هو رسام إسباني، ولد في 1762 في بلنسية في إسبانيا، وتوفي في 1837.